# Verfassungsgericht der Republik Türkei
Das Verfassungsgericht der Republik Türkei (türkisch Türkiye Cumhuriyeti Anayasa Mahkemesi) ist der türkische Staatsgerichtshof mit Sitz in Ankara und ist Teil der Gerichtsbarkeit der Türkei. Es hat eine dem deutschen Bundesverfassungsgericht ähnliche Position.

## Geschichte
Am 27. Mai 1960 putschte sich das Militär in der Türkei an die Macht und ordnete die Ausarbeitung einer neuen Verfassung an. Über die Notwendigkeit eines Verfassungsgerichts zur Kontrolle des Parlaments und seiner Entscheidungen auf Verfassungsmäßigkeit herrschte weitgehend Konsens, doch es kam zwischen Politikern und Rechtswissenschaftlern zu zahlreichen Diskussionen darüber, mit welchen Kompetenzen das künftige Verfassungsgericht ausgestattet und wie es organisiert und besetzt werden sollte. Schließlich einigten sich die Verfassungsväter, und die Türkische Verfassung von 1961, in der nun auch erstmals ein Verfassungsgericht verankert war, wurde am 9. Juli 1961 per Volksentscheid bestätigt und trat am 20. Juli in Kraft. Die erste Entscheidung konnte das Gericht am 5. September 1962 fällen. Es entwickelte sich zu einem wirksamen Instrument der Überprüfung der Verfassungsmäßigkeit der Gesetze, obwohl es die Institution der Verfassungsbeschwerde zunächst nicht kannte.
Am 12. September 1980 putschte das Militär erneut, wobei die Verfassung formal in Kraft blieb. Die neue Türkische Verfassung von 1982 trat, bestätigt durch ein Referendum (91,37 %), am 9. November 1982 in Kraft, wobei die Bestimmungen über die Verfassungsgerichtsbarkeit aus der Verfassung von 1961 weitgehend übernommen wurden.

## Wahl und Zusammensetzung der Mitglieder
Die Wahl und Zusammensetzung der Mitglieder des Verfassungsgerichts ist in den Art. 146 f. der türkischen Verfassung geregelt.
Seit der Verfassungsreform 2010 besteht das Verfassungsgericht aus siebzehn, mit der Verfassungsänderung 2017 aus fünfzehn Mitgliedern. Der Staatspräsident wählt unmittelbar nach eigenem Ermessen vier Mitglieder aus den Reihen der leitenden Beamten, der freiberuflich tätigen Rechtsanwälte, der Richter Erster Klasse, der Staatsanwälte sowie der seit mindestens fünf Jahren als solche tätigen Wissenschaftlichen Mitarbeiter des Verfassungsgerichts. Drei Mitglieder wählt der Staatspräsident aus aufgrund von Vorschlägen der Generalversammlung des Kassationshofs, zwei Mitglieder aufgrund von Vorschlägen der Generalversammlung des Staatsrats, und drei weitere aufgrund von Vorschlägen des Hochschulrats, wobei die genannten Institutionen für jede auf ihren Vorschlag zu besetzende Stelle drei Kandidaten vorschlagen müssen. Während Kassationshof und Staatsrat nur eigene Mitglieder vorschlagen dürfen, darf der Hochschulrat nur Hochschullehrer aus der Rechts-, Wirtschafts- und Politikwissenschaft vorschlagen, die ihm nicht angehören. Die Große Nationalversammlung wählt in geheimer Abstimmung auf Vorschlag der Mitglieder des Rechnungshofs zwei Richter aus deren Reihen, wobei wiederum für jede zu besetzende Stelle drei Vorschläge zu machen sind, und auf Vorschlag von drei Kandidaten durch die Präsidenten der Anwaltskammern einen selbständigen Rechtsanwalt. Früher kamen noch je ein von der Nationalversammlung zu wählendes Mitglied des Militärkassationshofs und des Hohen Militärverwaltungsgerichtshofs hinzu; gemäß der Verfassungsreform 2017 sind aber die für die Militärgerichtsbarkeit reservierten Posten entfallen. Für die Wahl der durch die Große Nationalversammlung zu wählenden Richter ist im Ersten Wahlgang eine Zweidrittelmehrheit erforderlich; wird diese nicht erreicht, genügt im zweiten Wahlgang die absolute Mehrheit der Mitglieder der Versammlung. Wird auch diese Mehrheit nicht erreicht, ist dritten Wahlgang eine Stichwahl durchzuführen zwischen den beiden Kandidaten, die die meisten Stimmen erhalten haben; gewählt ist derjenige, auf den die größere Stimmenzahl entfallen ist. Hier genügt also eine relative Mehrheit. Damit entscheidet über alle vom Parlement zu wählenden Richter letztlich allein die im Parlament dominierende politische Kraft.
Die Richter haben eine durch die Altersgrenze von 65 Jahren begrenzte Amtszeit von zwölf Jahren und können nicht wiedergewählt werden. Die Mitgliedschaft endet zudem bei einer Verurteilung wegen einer Straftat, die die Entlassung aus dem Richteramt erfordert oder durch einfachen Mehrheitsbeschluss der übrigen Mitglieder bei gesundheitlichen Problemen, die die Amtsausübung nicht mehr ermöglichen.

## Aufgaben
Das Türkische Verfassungsgericht hat die Aufgabe Gesetze, Präsidialverordnungen oder die Geschäftsordnung des Parlaments auf Vereinbarkeit mit der Verfassung zu überprüfen. Im Verfahren der abstrakten Normenkontrolle kann eine der beiden stärksten im Parlament vertretenen Parteien oder eine Quorum von einem Fünftel aller Abgeordneten oder der Staatspräsident innerhalb von sechzig Tagen nach Erlass eines Gesetzes Anfechtungsklage erheben. Ferner können Gerichte in laufenden Verfahren Gesetze, die für die Entscheidung erheblich sind, im Vorlagewege (konkretes Normenkontrollverfahren) überprüfen lassen.
Seit dem Verfassungsreferendum 2010 gibt es zudem die Verfassungsbeschwerde, das entsprechende Ausführungsgesetz trat im September 2012 in Kraft., die durch jeden Bürger gegen eine anderweitig nicht mehr anfechtbare Entscheidung eines Gerichts erheben kann.
Daneben ist es als Strafgerichtshof für die Verfolgung des Staatspräsidenten, die Minister, die Präsidenten, Mitglieder, Oberstaatsanwälte oder stellvertretenden Oberstaatsanwälte der obersten Gerichtshöfe, die Mitglieder des Hohen Rats der Richter und Staatsanwälte und des Rechnungshofes für deren Straftaten im Amt zuständig. Das Gericht hat Parlamentsbeschlüsse über die Aufhebung der Immunität oder die Entlassung eines Parlamentsabgeordneten auf ihre Richtigkeit zu überprüfen. Außerdem ist es für Parteiverbotsverfahren zuständig, die auf Antrag der Generalstaatsanwaltschaft beim Kassationshof eingeleitet werden können.
In der Zeit seit der Gründung bis 1999 wurden durch das Gericht 2.693 Nichtigkeits- und Vorlageverfahren durchgeführt, in 79 Verbotsverfahren gegen politische Parteien und in 66 Verfahren über die Aufhebung der parlamentarischen Immunität oder Entlassung eines Abgeordneten geurteilt. Die letzten Verfahren, die international Aufsehen erregten, waren ein Normenkontrollverfahren zur Aufhebung des Kopftuchverbotes und ein Verbotsverfahren gegen die Regierungspartei AKP 2008.

## Präsidenten und stellvertretende Präsidenten

### Präsidenten des Verfassungsgerichts
| Nr. | Name                               | Beginn der Amtszeit | Ende der Amtszeit    |
| --- | ---------------------------------- | ------------------- | -------------------- |
| 1   | Sünuhi Arsan (1899–1970)           | 22. Juni 1962       | 13. Juli 1964        |
| 2   | Ömer Lütfi Akadlı (1902–1988)      | 7. Oktober 1964     | 8. Juli 1966         |
| 3   | İbrahim Hilmi Senil (1903–1981)    | 8. Juli 1966        | 14. Juli 1968        |
| 4   | İsmail Hakkı Ketenoğlu (1906–1977) | 15. Dezember 1970   | 13. Juli 1971        |
| 5   | Muhittin Taylan (1910–1983)        | 14. Juli 1971       | 14. Juli 1975        |
| 6   | Kâni Vrana (1913–1984)             | 1. Oktober 1975     | 13. Juli 1978        |
| 7   | Şevket Müftügil (1917–2015)        | 24. Oktober 1978    | 7. August 1982       |
| 8   | Ahmet Hamdi Boyacıoğlu (1920–1998) | 9. August 1982      | 6. April 1985        |
| 9   | Hasan Semih Özmert (1921–2015)     | 9. April 1985       | 27. Juli 1986        |
| 10  | Orhan Onar (1923–2009)             | 28. Juli 1986       | 1. März 1988         |
| 11  | Mahmut Cuhruk (1925–2018)          | 2. März 1988        | 1. März 1990         |
| 12  | Necdet Darıcıoğlu (1926–2016)      | 2. März 1990        | 4. Mai 1991          |
| 13  | Yekta Güngör Özden (* 1932)        | 8. Mai 1991         | 8. Mai 1995          |
|     | Yekta Güngör Özden (* 1932)        | 25. Mai 1995        | 1. Januar 1998       |
| 14  | Ahmet Necdet Sezer (* 1941)        | 6. Januar 1998      | 5. Mai 2000          |
| 15  | Mustafa Bumin (* 1940)             | 31. Mai 2000        | 31. Mai 2004         |
|     | Mustafa Bumin (* 1940)             | 2. Juni 2004        | 26. Juni 2005        |
| 16  | Tülay Tuğcu (* 1942)               | 25. Juli 2005       | 12. Juni 2007        |
| 17  | Haşim Kılıç (* 1950)               | 22. Oktober 2007    | 10. Februar 2015     |
| 16  | Zühtü Arslan (* 1964)              | 10. Februar 2015    | voraussichtlich 2024 |

### Stellvertretende Präsidenten des Verfassungsgerichts
| Name                               | Beginn der Amtszeit | Ende der Amtszeit |
| ---------------------------------- | ------------------- | ----------------- |
| Tevfik Gerçeker (1898–1982)        | 22. Juni 1962       | 16. Dezember 1963 |
| Ömer Lütfi Akadlı (1902–1988)      | 2. Dezember 1963    | 7. Oktober 1964   |
| Rifat Orhan Göksu (1901–1988)      | 12. Juni 1965       | 14. Juli 1966     |
| Ömer Lütfi Ömerbaş (1914–2000)     | 11. Februar 1967    | 2. März 1971      |
| Avni Givda (1909–1987)             | 3. März 1971        | 13. Juli 1974     |
| Kâni Vrana (1913–1984)             | 15. Juli 1974       | 1. Oktober 1975   |
| Şevket Müftügil (1917–2015)        | 3. November 1975    | 24. Oktober 1978  |
| Ahmet Hamdi Boyacıoğlu (1920–1998) | 8. November 1978    | 9. August 1982    |
| Hasan Semih Özmert (1921–2015)     | 9. August 1982      | 9. April 1985     |
| Orhan Onar (1923–2009)             | 9. April 1985       | 28. Juli 1986     |
| Mahmut Cuhruk (1925–2018)          | 28. Juli 1986       | 2. März 1988      |
| Yekta Güngör Özden (* 1932)        | 2. März 1988        | 8. Mai 1991       |
| Güven Dinçer (* 1934)              | 12. Juni 1991       | 24. November 1999 |
| Haşim Kılıç (* 1950)               | 7. Dezember 1999    | 22. Oktober 2007  |
| Osman Alifeyyaz Paksüt (* 1953)    | 23. Oktober 2007    | 23. Oktober 2011  |
| Serruh Kaleli (* 1954)             | 14. April 2011      | 14. April 2015    |
| Alparslan Altan (* 1968)           | 26. Oktober 2011    | 26. Oktober 2015  |
| Burhan Üstün (* 1956)              | 10. April 2015      | ---               |
| Engin Yıldırım (* 1966)            | 19. Oktober 2015    | ---               |

## Aktuelle Mitglieder

### Präsident und stellvertretende Präsidenten
| Name                    | Herkunft                   | Mitglied seit | gewählt von  |
| ----------------------- | -------------------------- | ------------- | ------------ |
| Zühtü Arslan (* 1964)   | Mitglied eines Lehrkörpers | 17. Apr. 2012 | Abdullah Gül |
| Burhan Üstün (* 1956)   | Kassationshof              | 30. März 2010 | Abdullah Gül |
| Engin Yıldırım (* 1966) | Mitglied eines Lehrkörpers | 9. Apr. 2010  | Abdullah Gül |

### Mitglieder
| Name                            | Herkunft                            | Mitglied seit | gewählt von               |
| ------------------------------- | ----------------------------------- | ------------- | ------------------------- |
| Celal Mümtaz Akıncı (* 1957)    | freiberufliche Anwaltschaft         | 13. Okt. 2010 | Große Nationalversammlung |
| Recai Akyel (* 1965)            | Leitende Beamte                     | 25. Aug. 2016 | Recep Tayyip Erdoğan      |
| Hicabi Dursun (* 1965)          | Rechnungshof                        | 6. Okt. 2010  | Große Nationalversammlung |
| Hasan Tahsin Gökcan (* 1965)    | Kassationshof                       | 17. März 2014 | Abdullah Gül              |
| Rıdvan Güleç (* 1965)           | Rechnungshof                        | 13. März 2015 | Große Nationalversammlung |
| Yusuf Şevki Hakyemez (* 1970)   | Mitglied eines Lehrkörpers          | 25. Aug. 2016 | Recep Tayyip Erdoğan      |
| Serruh Kaleli (* 1954)          | freiberufliche Rechtsanwälte        | 19. Juli 2005 | Ahmet Necdet Sezer        |
| Recep Kömürcü (* 1955)          | Kassationshof                       | 4. Dez. 2008  | Abdullah Gül              |
| Muhammed Emin Kuz (* 1959)      | Leitende Beamte und Rechtsanwälte   | 8. März 2013  | Abdullah Gül              |
| Nuri Necipoğlu (* 1953)         | Militärkassationshof                | 22. Apr. 2010 | Abdullah Gül              |
| Serdar Özgüldür (* 1955)        | Hoher Militärverwaltungsgerichtshof | 21. Juni 2004 | Ahmet Necdet Sezer        |
| Kadir Özkaya (* 1963)           | Staatsrat                           | 18. Dez. 2014 | Recep Tayyip Erdoğan      |
| Osman Alifeyyaz Paksüt (* 1953) | Leitende Beamte und Rechtsanwälte   | Juli 2005     | Ahmet Necdet Sezer        |
| Muammer Topal (* 1966)          | Staatsrat                           | 29. Jan. 2012 | Abdullah Gül              |